# Antonino Paternò-Castello di San Giuliano

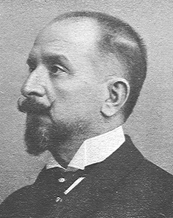
Markis Antonino Paternò-Castello di San Giuliano.

Antonino Paternò-Castello di San Giuliano, född 10 september 1852 i Catania, död 16 oktober 1914 i Rom, var en italiensk markis och politiker.
San Giuliano tillhörde en gammal siciliansk adelsfamilj, som räknade sina anor upp till de normandiska erövrarna på 1000-talet. Han blev juris doktor 1875 och medlem av Catanias kommunalråd 1876, var stadens borgmästare (sindaco) 1879–82 och valdes 1882 till dess representant i deputeradekammaren. Sitt intresse riktade han främst på de inrikespolitiska frågorna, som han studerade bland annat under vidsträckta resor (till bland annat Albanien, Tripolitanien och Eritrea).
I Giovanni Giolittis första ministär (1892–93) var San Giuliano understatssekreterare för jordbruk, industri och handel och i den andra ministären Luigi Pelloux (1899–1900) minister för post och telegraf. Han föll igenom vid kammarvalen 1904, men utsågs i stället i mars 1905 till medlem av senaten. Han var inrikesminister i Alessandro Fortis kortlivade ministär (december 1905 till februari 1906) och utsåg därunder franskvännen markis Emilio Visconti Venosta att representera Italien på Algeciraskonferensen. September 1906 till januari 1910 var han ambassadör i London och januari till mars 1910 ambassadör i Paris samt inträdde 1 april samma år som utrikesminister i Luigi Luzzattis ministär. Han behöll utrikesministerposten även i Giovanni Giolittis och Antonio Salandras ministärer och innehade den vid sin död.
Som utrikesminister ledde San Giuliano Italiens politik under italiensk-turkiska kriget (1911–12) och de ömtåliga förhandlingar om Albanien som under Balkankriget 1912–13 vid flera tillfällen hotade Europas fred. Han sammanträffade tid efter annan med tyske rikskanslern och österrikisk-ungerske utrikesministern samt prisade gång på gång i politiska tal den goda sammanhållningen och det ömsesidiga förtroendet mellan trippelalliansens makter och deltog i allianstraktatens förnyande till 1920 (meddelande därom gavs i december 1912, varvid dock den tidslängd förnyelsen gällde ej yppades).
Vid första världskrigets utbrott (augusti 1914) lät San Giuliano förklara, att Italien ämnade förbli neutralt och ej ansåg casus foederis ha inträtt, enär enligt italienska regeringens åsikt de båda centralmakterna börjat anfallskrig. Han förberedde inledandet av förhandlingar med Österrike-Ungern om neutralitetens fasta bevarande mot "kompensationer" åt Italien för den österrikisk-ungerska aktionen på Balkanhalvön och tyckes uppriktigt ha önskat att hålla Italien utanför kriget samt därför ha bibehållit utrikesportföljen i det längsta trots den svåra sjukdom, för vilken han dukade under, innan kompensationsförhandlingarna hunnit komma i gång.
San Giuliano skrev bland annat Le condizioni presenti della Sicilia (1894), ett arbete om krisen i det italienska Afrika och en livligt uppmärksammad samling politiska resebrev från Albanien (1902; även i tysk översättning). Han tilldelades Serafimerorden 1913.